# Brevicella emarginata
Brevicella emarginata är en fjärilsart som beskrevs av Sir George Hamilton Kenrick 1912. Brevicella emarginata ingår i släktet Brevicella och familjen Crambidae. Inga underarter finns listade i Catalogue of Life.